# Nicolás Capraro
Nicolás Capraro (Buenos Aires, Provincia de Buenos Aires, Argentina; 3 de marzo de 1998) es un futbolista argentino. Juega como defensor en el Barracas Central de la Primera División de Argentina.

## Trayectoria

### Inicios
Comenzó jugando en el Club Parque de Buenos Aires. Luego, Ramón Maddoni lo lleva a las inferiores de Boca Juniors, donde realizó las infantiles y menores, hasta la séptima categoría.  Por último, se suma a Vélez Sarsfield, donde disputó 19 partidos en la Reserva. A fines de 2017, firma su primer contrato profesional con el club, hasta julio de 2020.

### Olimpo
Tras no poder debutar en el equipo mayor de Vélez Sarsfield, en agosto de 2019, se va a préstamo al Club Olimpo por un año para disputar el Torneo Federal A. 
Debuta en el "Aurinegro" en la segunda fecha del torneo, cuando el técnico Sergio Lippi lo hace ingresar a los 5 minutos del segundo tiempo, en el empate por 0-0 ante Camioneros. Su debut como titular se da 3 partidos más tarde, donde le gana el puesto a Iván Furios en la victoria por 4-1 frente a Cipolletti.  Luego, con la llegada de Pedro Dechat, Olimpo no cosecha buenos resultados y a pesar de la expulsión sufrida en la derrota por 3-1 ante Huracán Las Heras, tras sus buenos rendimientos, se consolida como titular, jugando casi todos los partidos del 2019. 
En 2020, ya con Alejandro Abaurre como técnico, Olimpo muestra su mejor nivel y se afirma en la dupla de la zaga central junto con Martín Ferreyra. Convierte su primer gol como profesional en la histórica victoria como visitante por 5-0 ante Cipolletti.
En el medio del parate por el coronavirus, y tras el vencimiento de su préstamo con el "Aurinegro" y de su contrato con Vélez Sarsfield, en julio de 2020, firma un nuevo contrato con el Club Olimpo, que lo vincula con la institución bahiense hasta diciembre de 2022.

## Estadísticas
- Actualizado hasta el 30 de abril de 2022.

| Olimpo Argentina                                     | 3.ª                 | 2019-20             | 17 | 1 | - | - | - | - | 17 | 1 |
| Olimpo Argentina                                     | 3.ª                 | 2020                | 6  | 0 | - | - | - | - | 6  | 0 |
| Olimpo Argentina                                     | 3.ª                 | 2021                | 28 | 2 | - | - | - | - | 28 | 2 |
| Olimpo Argentina                                     | 3.ª                 | 2022                | 6  | 2 | 1 | 0 | - | - | 7  | 2 |
| Olimpo Argentina                                     | Total               | Total               | 57 | 5 | 1 | 0 | - | - | 58 | 5 |
| Total en su carrera                                  | Total en su carrera | Total en su carrera | 57 | 5 | 1 | 0 | - | - | 58 | 5 |
| (1) La copa nacional se refiere a la Copa Argentina. |                     |                     |    |   |   |   |   |   |    |   |